# Myrciariamyia fernandesi
Myrciariamyia fernandesi är en tvåvingeart som beskrevs av Maia 2004. Myrciariamyia fernandesi ingår i släktet Myrciariamyia och familjen gallmyggor. Inga underarter finns listade i Catalogue of Life.